# Sainte-Agathe-d'Aliermont
Sainte-Agathe-d'Aliermont è un comune francese di 319 abitanti situato nel dipartimento della Senna Marittima nella regione della Normandia.

## Società

### Evoluzione demografica
Abitanti censiti